# IEEE 802.11w
IEEE 802.11w és una modificació de l'estàndard 802.11 per WLAN desenvolupat pel grup de treball 11 del comitè d'estàndards LAN/MAN del IEEE (IEEE 802), que incrementa la seguretat de les trames de gestió o PMF. Aquesta millora és a nivell de capa d'enllaç o MAC. IEEE 802.11w fou ratificat el 2009.
Tipus de Trames de gestió protegides (PMF):
- Trames per a procés de dissociació.
- Trames per a procés de desautenticació.
- Trames d'acció: QoS, mesuraments de ràdio i espectre, transició entre xarxes (el handover)

Tipus de trames no protegides:
- Trames petició/resposta far (beacon) i sonda (probe).
- Trames d'autenticació.
- Trames per a procés d'associació.